# Ober-Ost (obszar)
Obszar Głównodowodzącego Wschodu (niem. Gebiet des Oberbefehlshabers Ost) – wydzielona część terytorium Imperium Rosyjskiego, okupowanego przez Cesarstwo Niemieckie od 1915 roku, planowana do oderwania od Rosji.

## Utworzenie
Po pokonaniu Armii Imperium Rosyjskiego w 1915 r. armia niemiecka opanowała obszar dzisiejsze Litwy, Łotwy do linii Dźwiny, wschodnią część Królestwa Polskiego, oraz zachodnie części Ukrainy i Białorusi. Na ziemiach sąsiadujących z Prusami Wschodnimi utworzono sześć okręgów administracyjnych, składające się na obszar Ober-Ost, tj.:
- Kurlandia,
- Litwa – na obszarze dawnej guberni kowieńskiej,
- Wilno – Wileńszczyzna bez wschodnich krańców na lewym brzegu Dźwiny i Drui,
- Grodno – północna część guberni grodzieńskiej,
- Białystok – zachodnia i południowa część guberni grodzieńskiej,
- Suwałki – na obszarze dawnej guberni suwalskiej.

Następnie okręgi były łączone, tak iż w 1917 r. istniały już tylko okręgi: Kurlandia, Białystok-Grodno i Litwa.
Oderwanie powyższego obszaru od Rosji zostało usankcjonowane w traktacie pokojowym pomiędzy państwami centralnymi a Rosją z dnia 3 marca 1918 r., który uprawomocnił się 29 marca tego roku.

## Polityka wobec mieszkańców

### Szkolnictwo
Władze Ober-Ost wprowadziły zasadę równouprawnienia mieszkańców pod względem edukacji we własnym języku narodowym. Umożliwiło to zakładanie szkół prowadzących naukę w językach polskim, litewskim i białoruskim.

### Polityka specjalna
W przeciwieństwie do realizowanej na terenie Królestwa Polskiego polityki 5 listopada, w celu zneutralizowania wpływów polskich na terenie Ober-Ost, władze niemieckie faworyzowały nacjonalistów litewskich oraz utrudniały polską działalność polityczną. Wyrazem tego było m.in. uznanie 23 marca 1918 roku przez Niemcy niepodległości Królestwa Litwy, ze stolicą w Wilnie, oraz wspieranie powstającej Republiki Litewskiej.

## Likwidacja
Od 11 listopada 1918 r. podstawą do przebywania wojsk niemieckich na terenach należących przed wojną do Rosji, tj. m.in. w Królestwie Polskim, jak również na obszarze Ober-Ost, był punkt 12 rozejmu pomiędzy Ententą a Niemcami. Zgodnie z postanowieniami rozejmu o czasie wycofaniu wojsk niemieckich miała zdecydować Ententa, biorąc pod uwagę sytuację wewnętrzną powyższych terytoriów.
Po podpisaniu zawieszenia broni pomiędzy Niemcami a Ententą, rząd bolszewickiej Rosji uznał traktat brzeski za nieobowiązujący. Proces likwidacji niemieckiej okupacji na wschodzie, w tym Ober-Ostu, przebiegał w faktycznym porozumieniu pomiędzy wojskami niemieckimi a bolszewikami, i odbywał się równocześnie z marszem Armii Czerwonej na zachód, np. 5 stycznia 1919 roku bolszewicy zajęli Wilno. Na podstawie zawartej w Białymstoku umowy Wojsko Polskie zostało dopuszczone na terytorium Ober-Ost przez Niemców dopiero 9 lutego 1919 roku.